# Samolus
Samolus és un gènere de plantes de flors pertanyent a la família Theophrastaceae. Comprèn 11 espècies.

## Taxonomia
- Samolus cinerascens (Robinson) Pax & R.Knuth
- Samolus dichondrifolius Channell
- Samolus ebracteatus H.B.K.
- Samolus junceus R.Br.
- Samolus porosus Thunb.
- Samolus pyrolifolius Greene
- Samolus repens (Forst.) Pers.
- Samolus spathulatus (Cav.) Duby
- Samolus subnudicaulis A.St.-Hil. & Girard
- Samolus vagans Greene
- Samolus valerandi L.